# Aram Boghossian
Aram Boghossian (ur. 17 listopada 1929 w Rio de Janeiro) – dawny brazylijski pływak specjalizujący się w stylu dowolnym.

## Życiorys
Aram Boghossian urodził się 17 listopada 1929 roku w Rio de Janeiro w Brazylii. Swoją karierę sportową rozpoczął w wieku 19 lat w 1948 roku podczas XIV Letnich Igrzysk Olimpijskich w Londynie w Wielkiej Brytanii, zajmując ósme miejsce w sztafecie 4 × 200 m stylem dowolnym. Został także sklasyfikowany na czternastym miejscu w konkurencji 100 metrów stylem dowolnym podczas półfinałów.
W 1948 roku pobił rekord świata na dystansie 100 metrów stylem dowolnym. Jego rekord został pobity przez Harolda Lara w 1956 roku.
Trzy lata później w 1951 roku podczas inauguracyjnych igrzysk panamerykańskich w Buenos Aires w Argentynie, zdobył srebrny medal w sztafecie 4 × 200 m stylem dowolnym razem z Ricardem Capanemą, João Gonçalvesem Filhą oraz Tetsuo Okamoto.
Rok później w 1952 roku Boghossian wystartował na XV Letnich Igrzyskach Olimpijskich w Helsinkach w Finlandii w konkurencjach 100 metrów kraulem oraz w sztafecie 4 × 200 m stylem dowolnym, ale nie dostał się do finałów.